# رولاند إل. فيشر
رولاند إل. فيشر هو عالم أدوية مجري، ولد في 1915، وتوفي في 1997.